# Shalimar
Это статья о парфюмерии. О фильме см. Шалимар (фильм)
Shalimar — аромат марки Guerlain, созданный в 1921 и выпущенный в 1925 году на Всемирной выставке в Большом дворце (фр. Grand Palais) Парижа.
Название Shalimar происходит от садов Шалимара, возведённых сначала падишахом Джахангиром в Кашмире (см. Могольские сады), а затем его сыном Шах-Джаханом в Лахоре (см. Сады Шалимара).

## История
В 1921 году Жак Герлен создал классический мягкий сандаловый аромат. В 1925 он был переиздан во флаконе, дизайн которого разработал Раймон Герлен, брат Жака Герлена, из хрусталя Баккара, и отправлен на Всемирную выставку.
Как пишет историк Элизабет Бариль, исследуя ваниль, Жак Герлен неожиданно отправил всю, что была у него, во флакон с Jicky (знаменитый аромат Guerlain 1889 года), чтобы посмотреть, что получится; результатом стал Shalimar. Парфюмер, вдохновленный ароматами прославленных садов, создал один из первых «восточных ароматов». На фарси Шалимар означает «властелин садов».
В 1985 в честь своего 60-летия Shalimar был переиздан в новой упаковке. В 2003 вышла новая лёгкая версия Shalimar Legere, созданная парфюмером Матильдой Лоран. Позже Shalimar Light был снят с продажи и заменён на Eau de Shalimar в 2008 году.
Современным лицом аромата является Наталья Водянова.

## Характеристика аромата
Аромат можно охарактеризовать как сладкий, восточный и ванильный.
Shalimar состоит из следующих парфюмерных нот:
- Верхние ноты: цитрусы, мандарин, кедр, бергамот и лимон.
- Ноты сердца: ирис, пачули, жасмин, ветивер и роза.
- Базовые ноты: кожа, сандаловое дерево, опопонакс, мускус, циветта, ваниль и ладан[1][6][9]

## Продажа
С 1925 года проводилось несколько кампаний по продаже Shalimar, лицом последней стала Наталья Водянова. Популярность аромата сохраняется и в настоящее время; на данный момент он продаётся в сетях Macy*s, Sephora, Neiman Marcus и других.
Формы выпуска:
- Shalimar Extract
- Shalimar Eau de Parfum
- Shalimar Eau de Toilette
- Shalimar Eau de Cologne
- Fleur de Shalimar Edition

Производные ароматы
- Shalimar Legere (2003, не издаётся)
- Shalimar Black Mystery (2007)
- Eau de Shalimar (2008)
- Eau de Shalimar 2009 (2009)
- Shalimar Eau de Parfum 2009 (2009)
- Shalimar Oiseau de Paradis (2009)
- Shalimar Edition Charms Eau de Parfum (2010)
- Shalimar Ode a la Vanille (2010)
- Shalimar Ode a la Vanille 2012
- Shalimar Ode a la Vanille Sur la Route du Mexique (2013)
- Shalimar Fourreau du Soir (2011)
- Shalimar Parfum Initial (2011)
- Shalimar Parfum Initial A Fleur de Peau (2012)
- Shalimar Parfum Initial L’Eau (2012)
- Shalimar Parfum Initial L’Eau Si Sensuelle (2013)
- Shalimar Talisman Byzantin (2012)

## В культуре
- Аромат упоминается в романе американской писательницы С. Э. Филлиппс «Блестящая девочка» — мать главной героини светская львица Белинда Савагар постоянно пользуется им, что неоднократно подчёркивается в сюжетной линии.
- В эссе «Набережная неисцелимых», где упоминается венецианская аристократка, возлюбленная поэта Мариолина Дориа де Дзулиани (в окончательной редакции по настоянию издателя реальное имя не используется), Иосиф Бродский писал: «Затем моя Ариаднa удaлилась, оставив за собой благовонную нить дорогих (не „Шaлимар“ ли?) духов, быстро растаявшую в затхлой атмосфере пансиона, пропитанной слабым, но вездесущим зaпахом мочи…». Спустя много лет после смерти поэта в интервью российскому изданию синьора Дзулиана призналась: «Да, тогда я любила Шалимар»[11].
  - В фильме «Ничего не вижу, ничего не слышу» слепой герой Уолли спрашивает женщину-убийцу: «Простите, это „Шалимар“, вы пользуетесь „Шалимар“»? и получает ответ: «Да, это „Шалимар“».

В книгах Роберта Гэлбрейта ( творческий псевдоним Джоан Роулинг) одна из героинь пользуется ароматом Шалимар.